# 小行星7751
小行星7751（英語：7751）是一颗围绕太阳公转的小行星。1988年10月16日，上田清二、金田宏在钏路市发现了此天体。
这颗小行星的绝对星等为92.69522257744417等。